# 룡남산체육단
룡남산체육단(龍南山體育團, 표준어: 용남산체육단)은 조선민주주의인민공화국 1부 리그의 축구 클럽이다.